# Pontifex
Pontifex, en la época republicana de la Antigua Roma, era uno de los miembros de los cuatro colegios mayores del sacerdocio que en época monárquica instituye Numa Pompilio. El colegio pontificio estaba formado por el rex sacrorum (rey que tiene esta denominación en la república, antiguo rex), tres flamines mayores, las vestales y pontífices menores.
Al principio eran tres pontífices y en época de Sila se elevaron a 15. El presidente del colegio de pontífices tenía el título de Pontifex Maximus, elegido en las asambleas del pueblo, vivían en la regia (al lado de las vestales), sólo podía entrar él y las vestales en el Templo de Vesta.

## Características y funciones
Es un cargo vitalicio compatible con otras magistraturas. Presidía las ceremonias de los matrimonios de confarreatio. Convocaba y presidía los comicios para elegir al rex sacrorum. Actuaba como portavoz en el senado. Concebía el calendario, atendía el culto a las divinidades protectoras de Roma (penates y tríada capitolina) y otras sin sacerdocio específico. Recordaban la ley sacra a los magistrados e individuos particulares. Redactaban los Annales Maximi y controlaban las adopciones y leyes funerarias.

## Imperio
En época imperial reciben este título todos los sacerdotes que en las colonias y municipios de provincias se encargaban de supervisar los sacra pública, sacrificios, juegos, fiestas religiosas… Con Augusto el título lo asume el emperador. Este título perdura hasta el siglo IV, 367-368 d. C. con el gobierno de Graciano, primer emperador cristiano que rechaza el título.

## Hispania
En Hispania lo conocemos por las leyes municipales como la Lex Ursonensis que especifica las responsabilidades del póntifex y el coste del mantenimiento del culto. En la península aparecen con tres denominaciones: simple póntifex, póntifex sacrorum (titulación más antigua) y póntifex perpetuus.

## Tipo de Pontífices
- Pontifex Maximus
- Rex Sacrorum
- Flamen Dialis (Sacerdote de Júpiter)
- Flamen Martialis (Sacerdote de Marte)
- Flamen Quirinales (Sacerdote de Quirino)
- Flamen Furrinalis (Sacerdote de Furrina)
- Flamen Carmentalis (Sacerdote de Carmenta)
- Flamen Volcanalis (Sacerdote de Vulcano)
- Flamen Cerealis (Sacerdote de Ceres)
- Flamen Portunalis (Sacerdote de Portuno)
- Flamen Volturnalis (Sacerdote de Volturno)
- Flamen Palatualis (Sacerdote de Palatua)
- Flamen Floralis (Sacerdote de Flora)
- Flamen Pomonalis (Sacerdote de Pomona).
- Flamen Falacer